# Ichneumon lariae
Ichneumon lariae är en stekelart som beskrevs av Curtis 1835. Ichneumon lariae ingår i släktet Ichneumon och familjen brokparasitsteklar.

## Underarter
Arten delas in i följande underarter:
- I. l. taimyrensis
- I. l. magadanicus
- I. l. aurivillii

## Bildgalleri

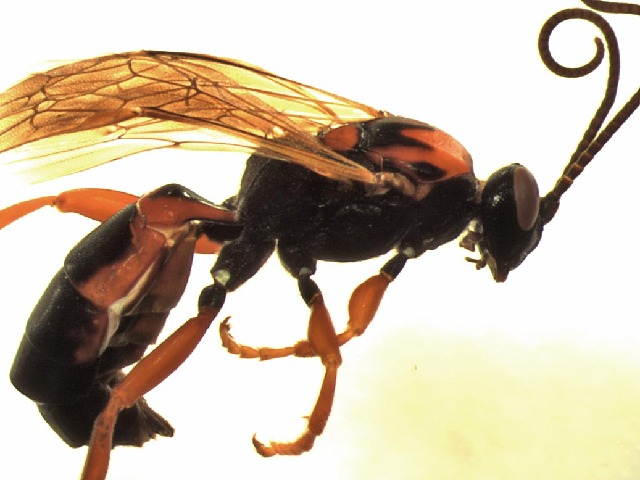